# Tré Mitford
Tré Mitford (Dover, 27 dicembre 1994) è un calciatore guyanese con cittadinanza britannica, attaccante svincolato.

## Carriera

### Club
Ha giocato con vari club delle serie minori inglesi, arrivando fino alla sesta divisione.

### Nazionale
Nel 2022 ha esordito nella nazionale guyanese.